# Shadow, a sündisznó
Shadow, a sündisznó egy Sonic karakter a Sonic játékokból és a Sonic X animéből. Akárcsak Sonic, ő is egy sün.

## Eredete
Shadow a 2001-es Sonic Adventure 2 játékból származik.
50 évvel ezelőtt, az űrben élt Dr. Robotnik (Dr. Eggman) nagyapja, Dr. Gerald és unokája, Maria. Dr. Gerald meg akarta alkotni Az "Ultimate Life Form"-ot (A legvégső életformát), ami a Föld megmentésében segített volna. Akkoriban a technológia nem volt elegendő,hogy véghez vigyen egy ilyen teremtést, ezért nem tudott még Shadow megteremtődni. Egy nap viszont űrlények alkut ajánlottak Dr.Gerald-nak: Ha oda adja nekik mind a 7 Káosz smaragdot, akkor adnak elegendő DNS mintát a vezérükből, Black Doom-ból, hogy Shadow elkészülhessen. Dr. Gerald megígérte, hogy 50 év múlva megadja nekik a kért káosz smaragdokat, ezért Shadow-ba kódolta a missziót, hogy gyűjtse össze mind a hét káosz smaragdot
Viszont a DNS-be bekerültek Black Doom negativ vonásai,ezért Shadow a Space Colony ARK-kal (így hívták az otthonukat) el akarta pusztítani a Földet. Ez úgy volt lehetséges, hogy a Space Colony ARK tartalmazott egy pulse cannon-t (Egy sugárágyút),ami hihetetlen sok energiát képes összegyűjteni, és így akár ilyen mértékű kárt is képes okozni.
Végül Shadow-ot megalkotta Dr.Gerald,és vele együtt egy új korszak is beköszöntött.
A japán hangját Yusa Kouji alakította, az angol hangját David Humphrey alakította 2001 és 2004 között, 2005 és 2010 között pedig Jason Griffith, 2010 óta pedig már Kirk Thornton alakítja.

## Mesék, amiben szerepelt

### Sonic X
A 33. résztől a 38. részéig szerepelt, ami hasonló mint a Sonic Adventure 2, csak ebben Chris is szerepelt. Ezután a Sonic Heroes játékhoz hasonlóan Dr. Eggman újraalkotta Shadow-t, és ezután a többi részben is szerepelt.

### Sonic Boom
Az 52. részben szerepelt, később a 2. évad 51 és 52. részben is szerepelt.

## Játékok, amiben szerepelt

### Sonic Adventure 2 (megjelenés)
Először A Sonic Adventure 2-ben jelent meg, a Dark Story részeként. Dr. Eggman talált rá, és együtt akarták elpusztítani a földet, Dr Eggman természetesen szándékozott az Egg Empire-t megalapítani. Rouge a denevér a G.U.N. ügynökeként beépül, és már hárman vannak. Shadow egy káoszkristály segítségével képes a ChaosControl technikára, ami egy rövid időleállítást okoz egy adott területen, ezzel győzi le később Sonicot.
A Last Story-ban viszont mindenki együttműködik, és Shadow-val le kell győzni egy veszélyes ellenfelet, Biolizardot, az Ultimate Life Form prototípusát. Ezután a prototípus elteleportál a Chaos Control-al az ARK pulse cannonra, és módositva annak irányát a Föld felé,ütközőpályán készül a bolygót elpusutitani. (azt viszont nem tudjuk, honnan származik a negatív érzése Biolizardnak).Sonic és Shadow átalakul szuperré, és meg próbálják elpusztítani Finalhazard-ot. Végül Shadow feláldozza magát, hogy megmentse a Földet, mert emlékszik Maria utolsó szavaira: „Kérlek Shadow, tedd meg értük, hogy boldogok legyenek”.
Ezek után belezuhan a Földbe, de Dr. Eggman újraprogramozza, és egy titkos kamrában tárolja. Shadow emlékezete kiürül, s csak kevés dologra emlékszik.

### Sonic Heroes
Shadow-val ez alkalommal a Dark Story-ban játszhatunk, ő a csapat gyorsasági tagja.
Rouge megbízást kapott,hogy találja meg Shadow-ot Dr. Eggman titkos bázisán. Rouge meg is találja, viszont ott van egy biztonsági robot is, az E típusú egyik legmodernebb fajtája, az E-123 "Omega". Amire Rouge feltörte Shadow kapszulájának zárát, Omega érzékeli a veszélyt, és támadásba lendül. Shadow erre megmenti a denevér ügynököt, és harcba száll Omega-val. Végül Rouge szétválasztja őket, és megtudja, hogy Omega mérges volt alkotójára, mert az otthagyta őt a sötét kamrában, és arra a meggyőződésre jutott, hogy Shadow alig emlékszik valamire.
Így alakul meg a Dark csapat. Hármuk küldetése az, hogy megsemmisítsék Eggman robotjait és bázisait. Végül sikerrel is járnak. Rouge Omega-val együtt visszamennek a G.U.N. bázisára, Shadow nélkül. Ő félrevonul, és keresi a válaszokat, hogy ki is ő és mi az igazi dolga ebben a világban.

### Shadow The Hedgehog (saját játék)
Shadow-nak ez a saját játéka: Ő a fő és az egyetlen játszható karakter benne.
A történet Westopolis mellett indul, ahol csak arra az egy dologra emlékezik az emléknélküliséggel küszködő Shadow, hogy Maria kezét fogva menekülnek a G.U.N. katonái elől, akik közül az egyik lelövi Maria-t. A játék tehát Shadow visszaemlékezéseivel kezdődik, miközben pedig egyszercsak egy Black Arms-nak hívott faj elözönli a várost. Megjelenik előtte Dark Doom, a megszállók vezére, aki is megígéri, hogy segít megtudni a főszereplő múltját, ha ő is azt teszi, amit mond. A játék végén csatlakozik a G.U.N.-hez.
A teljes játék a wikipédián jelenleg nem érhető el magyar nyelven, viszont hamarosan meg lehet tekinteni.

### Sonic Rivals és Sonic Rivals 2
A Sonic Rivals típusú játékokban Shadow-nak (akárcsak más karaktereknek) van egy külön sztorija. Shadow mind a két játékban játszható karakterként szerepel.

### Sonic Riders, Sonic Riders: Zero Gravity és Sonic Free Riders
Az összes Sonic Riders típusú játékban Shadow egy játszható karakter, viszont különbözőképpen érhető el:
Sonic Riders és Sonic Riders: Zero Gravity: Shadow egy feloldható karakter, a sztoriban sem jelenik meg, csak feloldani lehet.
Sonic Free Riders: Shadow-nak és csapatának van egy külön sztorija, tehát ő itt egy alap karakter.

### Sonic The Hedgehog (2006)
Shadow külön sztorit kap, ő a fő karakter a saját sztorijában, mellékkarakterek: Rouge és Omega.
Shadow küldetést kap, hogy mentse meg Rouge ügynököt, akit Eggman bázisán fogva tartanak. Küldetése sikeres, és kiszabadítja Rouge-t. Rouge magával hoz egy 10 éves ereklyét, amiből kiszabadul a gonosz Mephiles. Először sün formában akarja elcsábítani Shadow-ot, hogy csatlakozzon hozzá a világ elpusztításában. Shadow azonban visszautasítja, és elindul megállítani Mephiles-t. Végül a Dusty Desert-ben legyőzi, viszont nem pusztítja el.

### Sonic And The Black Knight
Shadow itt a kerekasztal egyik lovagjaként szerepel, pontosabban ő Sir Lancelot megtestesítője. Három Sonic karakter szerepel a kerek asztal lovagjaiként, viszont Shadow-val két párbajt is meg kell vívni (először egy egyszerű, majd a Chaos Control-t veti be a második harcban).

### Sonic Generations
Shadow itt a második rivális harcban szerepel ellenfélként, a Sonic Adventure 2 hős sztori utolsó harcának egy újraalkotásaként (afféle Remastered verzió).

### Sonic Boom: Shattered Crystals
Lyric agykontrollja alá veszi Shadow-ot, és felhasználja őt hogy feltartsa Sonic-ot a gonosz terve befejeztéig. Miután megküzdöttünk Shadow-val, Tails leveszi róla az agykontrolláló szerkezetet, és elmondják neki, hogy mit tett vele Lyric. Shadow ezután otthagyta a kis csapatot, és egyedül ment bosszút állni.
A játék végén az utolsó csapást Shadow adja Lyric-nek, ezzel állva bosszút rajta.

### Sonic Boom: Rise Of Lyric
Shadow itt alábecsüli Sonic-ot, hogy csak a gyenge barátai segítségével képes elérni a céljait. Ezután "felkéri" Sonic-ot egy párbajra, és legyőzésekor átkerül egy másik időzónába.
A játék végén Shadow visszatért a saját világába, és bosszút akár állni Sonic-kon, de mikor meglátta a bekötözöt Lyric-et megdicsérte Sonic-ot és barátait, felhagyott a bosszúval, és tovább ment.

### Sonic Dash és Sonic Dash 2: Sonic Boom; Sonic Jump és Sonic Jump Fever; Sonic Runners
Itt Shadow kinyitható karakterként szerepel, meglehetősen sok gyűrűbe (vagy vörös csillaggyűrűbe) kerül.

### Sonic Forces
Shadow itt átáll Eggman oldalára, hogy segítsen neki és Infinite-nek (de később kiderül, hogy ő valójában egy klón, akit Infinite a Phantom Ruby erejével hozott létre, az igazi Shadow a jó oldalon ál).

### Sonic Forces: Speed Battle
Ebben a mobilos játékban Shadow egy feloldható karakter, de a többi mobil játékkal ellentétben nem Red Star Ringgel kell fizetni, hanem pontokkal, amiket nyeremény ládákkal lehet megszerezni, viszont nagyon kicsi rá az esély. A Halloween-i Event-kor vámpír ruhában is elérhető.

### Team Sonic Racing
Ebbe a versenyzős játékba szintén szerepel Shadow, illetve Rouge és Omega is mint játszható karakterek. A Story Mode-ba is szerepelnek a Casino Park pályán.